# Ana Karina Rojo Pimentel
Ana Karina Rojo Pimentel (28 de noviembre de 1976) es una política mexicana, miembro del Partido del Trabajo. Desde 2018 es diputada federal y ha sido reelecta en el cargo dos veces, en 2021 y en 2024.

## Biografía
Es licenciada en Derecho y tiene estudios de especialidad como técnico deportivo. De 1998 a 2000 laboró como asistente administrativa en la empresa Avon México, posteriormente fungió como secretaria en la Cámara de Diputados, y de 2000 a 2006 fue asesora deportiva.
Inició su acvitidad política como miembro del Partido Revolucionario Institucional (PRI), en donde fue entre 2005 y 2006 coordinadora de estructura y promotora social; en 2007 pasó a militar en el Partido de la Revolución Democrática (PRD) donde fue de ese año a 2009 coordinadora electoral. En 2016 inició su militancia en el PT, siendo postulada ese año como candidata a diputada constituyente de la Ciudad de México, pero no logró ser elegida. 
De 2016 a 2018 fue integrante de la Comisión Ejecutiva Estatal del PT en la Ciudad de México y a partir de 2018 es integrante de la Comisión Ejecutiva Nacional del PT. Fue representante del PT en el Parlamento Centroamericano y en 2022 ocupó la vicepresidencia correspondiente al PT en la Conferencia Permanente de Partidos Políticos de América Latina (COPPPAL) Mujeres.
En 2018 fue postulada candidata de la coalición Juntos Haremos Historia a diputada federal por el Distrito 20 de la Ciudad de México, resultando elegida a la LXIV Legislatura, que culminaría en 2021. En esta legislatura fue secretaria de la comisión de Desarrollo Social; es integrante de las comisiones de Protección Civil y Prevención de Desastres; y, de Puntos Constitucionales.
El terminar dicho periodo, fue postulada en las elecciones de 2021 a la reelección en el mismo cargo y distrito electoral, triunfando nuevamente. Asumió nuevamente la representación en la LXV Legislatura que culminará en 2024 y en la que es presidenta de la comisión de Bienestar; así como ha sido integrante de las comisiones de Relaciones Exteriores; de Ciencia, Tecnología e Innovación; de Ganadería; de Movilidad; y, de Trabajo y Previsión Social.